# Eurysticta coomalie
Eurysticta coomalie is een libellensoort uit de familie van de Isostictidae, onderorde juffers (Zygoptera).
De soort staat op de Rode Lijst van de IUCN als gevoelig, beoordelingsjaar 2007.
De wetenschappelijke naam van de soort is voor het eerst geldig gepubliceerd in 1991 door Watson.